# Le Mesnil-Lieubray
Le Mesnil-Lieubray è un comune francese di 100 abitanti situato nel dipartimento della Senna Marittima nella regione della Normandia.

## Società

### Evoluzione demografica
Abitanti censiti